# Derriksita
La derriksita es un mineral de la clase de los óxidos. Recibe el nombre por Jean-Marie François "Joseph" Derrik (1912-1992), geólogo belga y administrador de la Union Minière du Haut Katanga (UMHK).

## Características químicas
La derriksita es un óxido de fórmula química Cu4(UO2)(SeO3)2(OH)6·H2O.
Según la clasificación de Nickel-Strunz, la derriksita pertenece a "04.JG - selenita con aniones adicionales, sin H2O" junto con los siguientes minerales: prewittita, georgbokiíta, parageorgbokiíta, cloromenita, ilinskita, sofiíta, francisita, burnsita y alocalcoselita.

## Formación y yacimientos
Fue descubierta en la mina Musonoi, en la localidad de Kolwezi, dentro de los distrito homónimo de la provincia de Lualaba, en la República Democrática del Congo. Posteriormente también ha sido descrita en Zálesí, en la localidad checa de Javornik, en la región de Olomouc. Estos dos lugares son los únicos donde ha sido descrita esta especie mineral.